# Giglio infranto (film 1936)
Giglio infranto (Broken Blossoms) è un film del 1936 diretto da Hans Brahm (John Brahm). Remake del capolavoro di David W. Griffith, il film fu prodotto da Julius Hagen che, nato ad Amburgo nel 1884, aveva lasciato la Germania quando era ancora bambino. Alla lavorazione della pellicola parteciparono altri tedeschi che, invece, avevano lasciato la loro terra dopo la salita al governo dei nazisti: la regia fu affidata a Hans Brahm, la fotografia a Curt Courant - collaboratore di Fritz Lang e poi anche di Alfred Hitchcock -, la musica al galiziano Karol Rathaus mentre tra gli attori vi era Dolly Haas, nota attrice del cinema tedesco e moglie del regista, nel ruolo che nel 1919 era stato di Lillian Gish.

## Produzione
Il film fu prodotto dalla Julius Hagen Productions e venne girato nei Twickenham Film Studios nel Middlesex.

## Distribuzione
Distribuito dalla Twickenham Film Distributors Ltd., fu presentato in prima a Londra il 20 maggio 1936. In Francia, dove venne distribuito dalla Haussmann Films, uscì nelle sale il 21 agosto dello stesso anno con il titolo Le Lys brisé. Trovò una distribuzione anche negli Stati Uniti attraverso l'Imperial Distributing Corporation che lo fece uscire il 13 gennaio 1937.